# 松平忠明 (信濃守)
松平 忠明（まつだいら ただあきら/ただあき）は、江戸時代後期の大身旗本（旗本寄合席）。信濃塩崎陣屋5000石松平家の第3代当主。豊後岡藩主中川久貞の子で、松平忠常の婿養子となる。1798年に幕府が蝦夷地を直轄化する際に蝦夷地取締御用掛の筆頭に任命され、蝦夷地の探索・調査にあたり、経営方針の策定に関わったことで知られる。その後、駿府城代に転任。官位は従五位下・信濃守。

## 生涯

### 岡藩に生まれる
豊後岡藩主中川久貞の四男として生まれる。幼名は鶴次郎。岡藩の史料「中川氏御年譜」によれば、宝暦9年（1759年）9月29日に岡城において生まれ、母は側室五十嵐氏とある。「中川氏御年譜」では幕府への届け出について「於巻様ノ次ニ御書出」とあり、明和2年（1765年）8月に生まれた久貞七女の巻姫（のちの森忠賛室）の後に出生したものとして届けられたことが記されている。忠明が松平家当主であった時期に編纂された『寛政重修諸家譜』（以後『寛政譜』）では、明和2年（1765年）生まれとして年齢が記載されており、公式年齢（官年）が実際より6年年少とされている。
宝暦12年（1762年）8月、岡藩家老・中川求馬久敦の養子である中川大四郎久知の養子となった。のちに久知は離縁され、忠明（鶴次郎）が中川求馬家の嫡孫（次期家督予定者）となった。しかし久敦の実の孫が同家を継ぐこととなり、天明2年（1782年）10月8日に久貞は中川求馬家から忠明（鶴次郎）を呼び戻した。忠明は通称を大炊に改めた。

### 塩崎の松平家を継ぐ
天明3年（1783年）9月10日、忠明（当時の名は中川大炊久長）を5000石の大身旗本松平忠常の婿養子にする申請が認められる。松平忠常の家は、上田藩主家（藤井松平家）の分家で、信濃国更級郡塩崎村（現在の長野市篠ノ井塩崎付近）に陣屋を構えていた。
天明4年（1784年）2月29日、正式に松平忠常の養子となり、名を忠明に改める。
天明4年（1784年）12月22日、将軍徳川家治に御目見。養父の隠居に伴い、天明5年（1785年）8月11日に家督を継承した。寛政4年（1792年）6月7日、寄合肝煎となる。寛政6年（1794年）7月16日、小姓組番頭となり、同年12月16日に従五位下信濃守に叙任。寛政9年（1797年）9月16日に西の丸書院番頭に遷る。寛政10年（1798年）9月20日には本丸の書院番頭となる。

### 蝦夷地取締御用掛

#### 蝦夷地直轄化と御用掛の任命

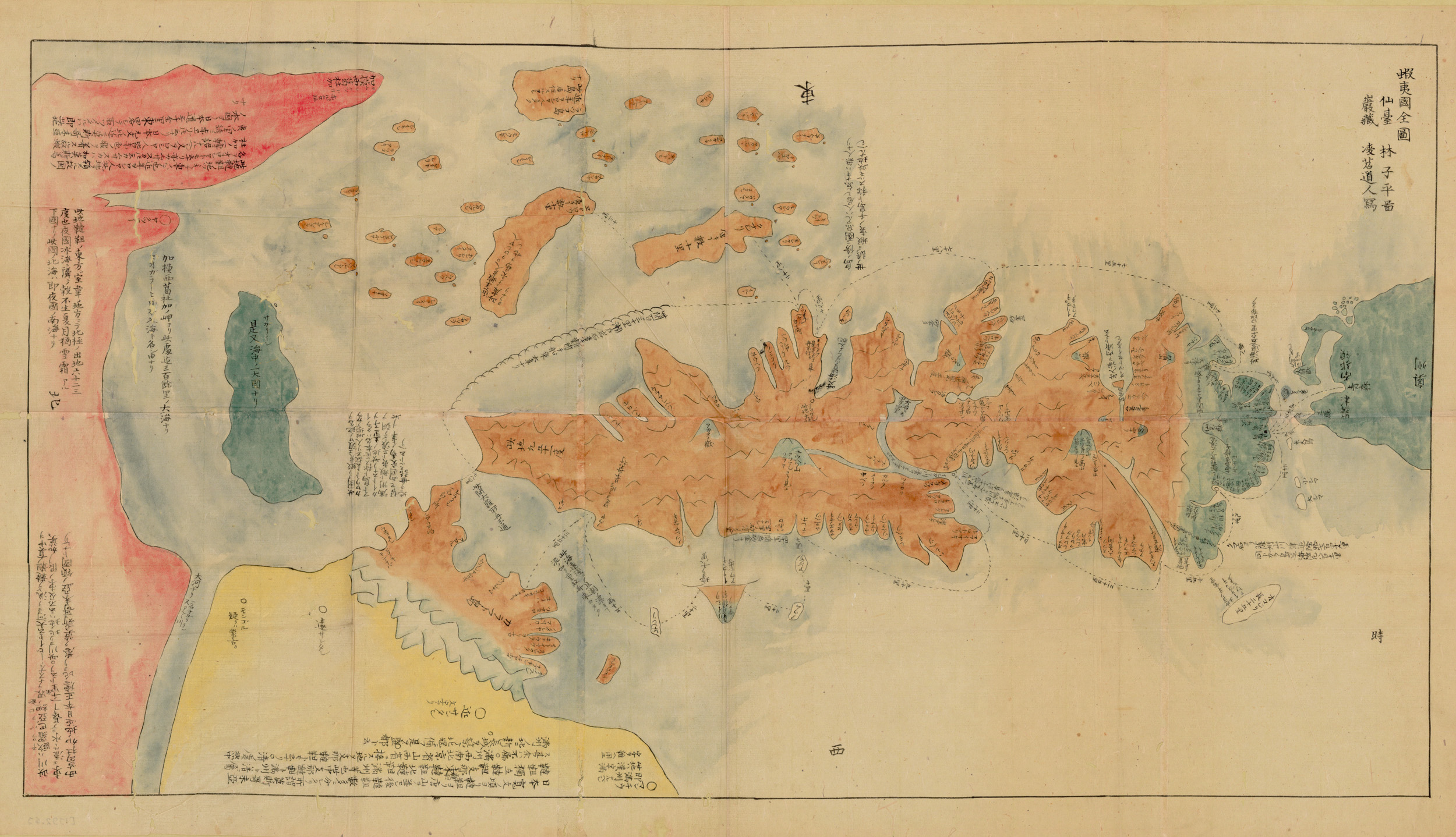
林子平『三国通覧図説』（1785年）に付された蝦夷地の地図「蝦夷図全図」

寛政年間は、蝦夷地をめぐる大きな事件が相次いだ。寛政元年（1789年）にアイヌの蜂起であるクナシリ・メナシの戦いが発生、寛政4年（1792年）にはロシア使節アダム・ラクスマンが根室に来航、寛政8年（1796年）にはイギリスの海軍士官ウィリアム・ロバート・ブロートンの指揮するプロヴィデンス号 (HMS Providence (1791)) が内浦湾を測量し、虻田などに上陸している。江戸幕府は寛政10年（1798年）、目付渡辺胤（久蔵）、使番大河内政寿（善兵衛）、勘定吟味役三橋成方（藤右衛門）に蝦夷地の警備・経営についての調査を命じた。渡辺・大河内・三橋は蝦夷地に赴き、現地の状況を巡察して、11月半ばに江戸に戻って復命した。幕府は蝦夷地を直轄とすることとした。
寛政10年（1798年）年12月27日、松平忠明は「蝦夷地のことをうけたまはり」、渡辺胤、大河内政寿、三橋成方と議すように命じられる。忠明の力量が見込まれ、蝦夷地の責任者（蝦夷地取締御用掛）として抜擢されたものとみなされる。
寛政11年（1799年）1月16日、松平忠明に加えて勘定奉行石川忠房（左近将監）、目付羽太正養（庄左衛門）、大河内政寿、三橋成方にも同様の命令が出された。同日、松前藩主松前章広に対して東蝦夷地の向こう7年間の期限付きでの上知が命じられ、5人の蝦夷地御用掛（「五有司」）が蝦夷地経営に当たり、老中戸田氏教・若年寄立花種周が統括の任に当たることとなった。
「五有司」は、場所請負商人の横暴によってアイヌが反感を募らせる状況に対して、公正な商取引の実施とともにアイヌの「教化」と「懐柔」を行い、ロシアに備えることなどを挙げた蝦夷地経営の方針案（「蝦夷地御取締並開国之儀相含取計方申上候書付」）を作成し、上司によって採用された。

#### 幕府の蝦夷地政策
寛政11年（1799年）2月には寄合村上常福（三郎右衛門）、西丸小姓組遠山景晋（金四郎）、西丸書院番組長坂高景（忠七郎）の3人が蝦夷地御用掛に追加された。江戸での事務を任せた石川・羽太を残し、忠明ら蝦夷地御用掛は蝦夷地に赴き、蝦夷地を巡察するとともに（忠明みずからも根室や標津に至った）、運上屋の会所への改編（場所請負制の廃止）や、各所への医師の配置、道路・交通の整備などの施策を行った。忠明は蝦夷地経営の拠点となる陣屋を厚岸（現在の厚岸町付近）に置くことを構想したが、交通・気候の問題に加え直轄範囲が拡大したことに伴い、協議の結果として蝦夷地取締御用掛仮役所を亀田村の旧亀田番所に置くこととした。同年冬に忠明は江戸に戻った。
忠明の蝦夷地取締御用掛在職中、寛政11年（1799年）に高田屋嘉兵衛が「蝦夷地定雇船頭」に登用されて活動を広げ、寛政12年（1800年）には伊能忠敬が最初の蝦夷地測量に赴いた。享和元年（1801年）には函館港の最初の港湾施設とされる内澗町の掘割が開削された。
寛政12年（1800年）には、皆川周太夫に蝦夷地内陸交通路の実地踏査を命じている（当時、北海道東部に赴く和人は海路や沿岸の道路を用いていた）。皆川周太夫は十勝方面から踏査を行い（現在の帯広市など、十勝地方内陸部を和人として初めて探索したという）、アブタ（虻田）―サッポロ（札幌）―シコツ（千歳）―ユウフツ（勇払）を経て、沙流川をさかのぼり、日勝峠付近で日高山脈を越え、十勝川を下って十勝河口に至る道路建設計画を立案した。下僚の一人に最上徳内がいたが、日高越えの道路開削を巡って徳内は忠明と衝突した。
享和元年（1801年）、松平忠明・石川忠房・羽太正養によって蝦夷地巡視がなされ、蝦夷地経営の基盤が整えられたことが確認された。松平忠明は西蝦夷地に赴いており、羽太正養の『休明光記』や磯谷則吉の『蝦夷道中記』に記録がある。享和2年（1802年）2月23日に松平忠明以下の蝦夷地御用掛は免じられ、新たに蝦夷奉行（のち箱館奉行）が置かれるとともに（初代奉行は戸川安論と羽太正養）、東蝦夷地の幕府永久直轄が定められた。

### 駿府城代
享和2年（1802年）、駿府城代となる。駿府城代としての在任中には、安倍川の治水につとめて享和3年（1803年）の洪水の被害を抑え、文化元年（1804年）には火災で焼失していた駿府の浅間神社（現在の静岡浅間神社）の再建を起工した。
文化2年（1805年）春、駿府において死去。公式には41歳であるが、「中川氏御年譜」「故信濃守源公伝」によれば47歳。没日については、「中川氏御年譜」が2月14日、「故信濃守源公伝」は2月没と記している。『デジタル版 日本人名大辞典+Plus』によれば3月8日没。このほか3月4日、5月19日と諸説があるという。
『デジタル版 日本人名大辞典+Plus』はこの死を自害とする。「中川氏御年譜」は単に逝去と記す。「故信濃守源公伝」は2月に病死とし、病に伏しながらも公務に努めていたが急死したと記す。最上徳内と交流があった会田安明は「最上徳内常矩が事」において、駿府城代に移った松平信濃守が「病死」したという情報を記している。
浅間神社北西の松樹院北側に葬られ、墓石には「故駿府城代信濃守松平君之墓」と刻まれている。現地静岡では「自分が死んだら浅間神社再建の木遣唄が聞こえる場所に埋葬して欲しいと遺言していた」と伝えられている。「故信濃守源公伝」では、駿府城の鎮護となるべく城を眺められる場所に埋葬することを遺言したとある。

## 人物
- 漢詩人山梨稲川が忠明の伝（漢文による伝記）として「故信濃守源公伝」を記しており（広瀬安行に代わって撰したもの）、稲川の文集『稲川遺芳』に収録されている[39]。
- 忠明の家臣で学者であった広瀬安行（号は更山）は、松樹院の境内に庵を結び、3年の喪に服した[36][40]。安行の墓（「廣瀬更山先生墓」）も近傍にある[36]。
- 蝦夷地取締御用掛への起用について、堀田正敦が忠明の意向を内々に尋ねたところ、忠明は「このまま一通りの御奉公で朽ち果てるのは残念でした」と答え、新たな職務に意欲を示していたという[17]。遠山景晋の『未曾有記』では、景晋が忠明に対して「強勇あまりて、いささか仁恕に欠いている」のを諫めたという記述がある[39]。森銑三は功名心に燃える気鋭の少壮官僚であったが、十分に部下の信服を得ていなかったらしいと描いている[39]。
- 蝦夷地御用掛を免じられたのち、蝦夷地御用掛から蝦夷奉行となった羽太正養のために蹴鞠を入手して送っている[41]。

## 系譜
「故信濃守源公伝」によれば、正妻藤井（松平）氏との間に3男がある。長男の松平忠徳が家督を継いだ。二男の松平忠学は、本家に当たる上田藩主松平忠済の養子に迎えられ、文化9年（1812年）に上田藩主となった。三男の鉞三郎（『寛政譜』ではまだ実家におり、実名「忠器」とある）は布施孫兵衛の養子となった。

## 史料
松平忠明に関連する史料として以下がある。
「松平忠明蝦夷踏査開拓見積地図」
蝦夷地踏査と開拓計画に関する地図。1939年（昭和14年）に複製本が作成されている。信州デジタルコモンズで閲覧可能。
「郷土資料　今井村上氷鉋村中氷鉋村塩崎村五千石領主松平忠明ニ関スル文書」
1935年（昭和10年）に更級郡教育会が発行した、忠明の末裔に当たる松平忠和の所有文書のうち蝦夷地関係史を謄写し編纂された書籍。
「松平信濃守行状並遺草」
函館市中央図書館所蔵。
「松平信濃守忠明箱館山上之碑」
「故信濃守源公伝」によれば、アイヌの人々の“教化”と日本化が進んだことを記念し、詩を賦して碑に刻み、函館山の神社に立てたという。1985年に行われた東京大学史料編纂所の調査では、函館市立函館図書館（現在の函館市中央図書館）に拓本の写真があったという。
『北蝦夷彙考』
北蝦夷（樺太／サハリン島）の調査書。写本（3冊）が東京大学工学・情報理工学図書館に所蔵され、工学史料キュレーションデータベース（東京大学学術遺産等アーカイブズポータル）で閲覧可能。